# Astronieae
Astronieae je paleotropski tribus drveća i grmova iz porodice melastomovki, dio potporodice Melastomatoideae.
Sastoji se od 4 ili pet rodova u Aziji i zapadnom Pacifiku, i možda Tessmannianthus u Južnoj Americi .

## Opis
Astronieae (Melastomataceae) su paleotropsko pleme drveća i grmlja. Obuhvaća oko 150 vrsta u četiri roda: Astrocalyx, Astronia, Astronidium i Beccarianthus. Niti monofilija plemena niti njegovi sastavni rodovi nisu bili adekvatno ispitani u filogenetskom kontekstu. Povijesne klasifikacije dodijelile su različite komplemente rodova Astronieae, te su varirale u svojim granicama Astronia i Astronidium, pri čemu se potonji ponekad smatra sinonimom prvog. Kako bi se testirala monofilija na razini plemena i roda u skupini, 19 uzoraka iz tri roda Astronieae i 15 vrsta izvan skupine iz dva srodna plemena sekvencirano je na nrITS i plastid rbcL. Podaci o sekvencama DNK analizirani su s maksimalnom vjerojatnošću i Bayesovim metodama u pojedinačnim i kombiniranim skupovima podataka koji sadrže do 2276 parova baza i 38 terminala. Analize pokazuju da su Astronieae, Astronia, Astronidium i Beccarianthus monofileti. Nije bilo dostupnog materijala za Astrocalyx.

## Rodovi
1. Tessmannianthus Markgr. (7 spp.)
2. Astronidium A. Gray (67 spp.)
3. Beccarianthus Cogn. (9 spp.)
4. Astrocalyx Merr. (1 sp.)
5. Astronia Blume (58 spp.)